# Bernoulli
För andra betydelser, se Bernoulli (olika betydelser).
Bernoulli är en schweizisk familj som producerat flera framstående matematiker:
- Jakob Bernoulli (1654–1705; även känd som Jacques), matematiker, bror till Johann
- Johann Bernoulli (1667–1748; även känd som Jean), matematiker, bror till Jakob. Dennes barn var:
  - Nicolaus II Bernoulli (1695–1726; även känd som Nicolas), matematiker
  - Daniel Bernoulli (1700–1782), fysiker och matematiker
  - Johann II Bernoulli (1710–1790; även känd som Jean), matematiker. Dennes barn var:
    - Johann III Bernoulli (1744–1807; även känd som Jean), astronom och matematiker
    - Jakob II Bernoulli (1759–1789; även känd som Jacques), matematiker
- Nicolaus I Bernoulli (1687–1759; även känd som Nicolas), matematiker, brorson till Jakob och Johann
- Johann Jakob Bernoulli (1831–1913), konsthistoriker
- Eduard Bernoulli (1867–1927), musikforskare
- Hans Bernoulli (1876–1959), arkitekt